# Holly Tibor
 Holly Tibor (Pozsony, 1919. december 8. – Győr, 1991)  magyar festőművész.

## Életútja
Holly Tibor (1919–1991) – A csendes hangú festő költője
Holly Tibor 1919-ben született Pozsonyban. Egyéves korában családjával Győrbe költözött, ahol egész életét töltötte. Édesanyja és húga mellett nőtt fel, apja korai távozása után fiatalon vállalta a családfenntartó szerepét. A nehéz körülmények ellenére tanulmányait elhivatottan végezte: 1938-ban, rokonai segítségével, reál érettségit szerzett, majd 1941-ben számviteli vizsgát is tett. A második világháború alatt munkaszolgálatra hívták be, amelyből 1942-ben tért haza. Ezután díjnoki, majd később számvizsgálói munkakörben dolgozott, végül a hatvanas évek végére főelőadóként tevékenykedett.
Holly Tibor nemcsak a közigazgatásban, hanem a művészetek terén is jelentős életművet hagyott hátra. A festészet iránti vonzalma korán megmutatkozott, és élete során végig hű maradt ehhez a belső hivatáshoz. A Győri Képző- és Iparművészeti Társulat tagjaként aktívan részt vett a város művészeti életében, akvarelljeit 1945-től kezdve szinte minden évben kiállította. Tanított is – nemcsak technikát, hanem egyfajta szemléletet is átadott –, a győri „Tulipános Iskola” tanítványai számára művészi példaképként szolgált.
Festészete a lírai realizmus jegyeit hordozza: képei gyakran jelenítenek meg hangulati elemekkel telített tájakat, meghitt családi jeleneteket, évszakváltásokat és a természet finom változásait. Alkotásaiban a belső béke, a csendes szemlélődés és a szeretetteljes emberi jelenlét dominál. Bár több munkája is figyelemre méltó szakmai elismerést kapott már az 1950-es évek elején – például a Május, a Kora tavaszi alkonyat, a Szombat este, vagy a Hóolvadás a Balatonon című művei –, ő maga sosem a hírnév vagy az anyagi siker hajszolására törekedett.
Szerénysége legendás volt. Ismerősei, tanítványai, kollégái egyöntetűen melegszívű, visszafogott, szorgalmas emberként emlékeznek rá. Alkotásait nem elsősorban értékesítésre szánta: számára a festés belső szükséglet, életforma és kifejezési eszköz volt.
Műveinek ma is élő atmoszférája, érzékeny színkezelése és emberközpontú látásmódja a magyar vidéki realizmus egyedi, időtálló hangját képviseli.

## Főbb művei
Jelentős műveit már az 1950-es évek elején is jegyezték. Ezek sorra: Május, Kora tavaszi alkonyat, Szombat este, Hóolvadás a Balatonon. Ezt az eszmeiséget adta tovább a Tulipános iskolából kikerült tanítványainak.

## Emlékezete
- A győri Molnár Vid Bertalan Művelődési Központ emlékkiállítást tartott 2017. április 5-e és május 12-e között.[1]
- 2016. november 23-án a Bezerédj-kastélyban (Győr, Győri út 90.) „Kis témák nagy költője” – címmel nyílt emlékkiállítása, amely 2017. január 14-én zárult.[2]